# Панское (Украина)
Панское (укр. Панське, до 2016 г. — Жовтневое) — село,
Ольховатский сельский совет,
Кобелякский район,
Полтавская область,
Украина.
Код КОАТУУ — 5321885403. Население по переписи 2001 года составляло 67 человек.

## Географическое положение
Село Панское находится на левом берегу реки Ворскла,
выше по течению на расстоянии в 3 км расположено село Сосновка,
ниже по течению примыкает село Левобережная Соколка,
на противоположном берегу — село Правобережная Соколка.
Река в этом месте извилистая, образует лиманы, старицы и заболоченные озёра.